# Pedogenesi (entomologia)
La pedogenesi è una riproduzione per partenogenesi che si svolge in organismi di sesso femminile che sono ancora allo stadio giovanile e non completano il loro sviluppo ontogenetico.
Questo comportamento si riscontra in alcuni insetti e, precisamente, in Ditteri Cecidomiidi e Coleotteri Micromaltidi.

## Meccanismi
Le femmine pedogenetiche sono larve al cui interno si sviluppano individui partenogenetici che si comportano come parassitoidi endofagi. Il mancato raggiungimento dell'età adulta e, in particolare, della maturità sessuale, fa sì che queste femmine non sviluppino un apparato riproduttore. Non disponendo di un apparato riproduttore che permetta la fuoriuscita delle larve figlie, la madre pedogenetica è perciò destinata alla morte.
Le larve nate per pedogenesi possono avere due distinti comportamenti:
- alcune si riproducono ulteriormente per pedogenesi, reiterando un ciclo generazionale per un numero indefinito di volte;
- altre completano il loro sviluppo, impupandosi; dalla pupa evolverà un individuo maschio o femmina.

Pedogenesi e riproduzione anfigonica coesistono in una stessa generazione. La riproduzione pedogenetica sarebbe associata a condizioni ambientali favorevoli. In altri termini, essa si svolge per un numero indefinito di volte finché le disponibilità alimentari lo consentono. Quando invece le condizioni ambientali sono sfavorevoli e la disponibilità di nutrienti diventa un fattore limitante, tutte le larve subiscono la ninfosi e la riproduzione si attua solo per anfigonia.

## Neotenia e pedogenesi
In apparenza la pedogenesi potrebbe essere accostata alla neotenia, in realtà si tratta di fenomeni riproduttivi nettamente differenti:
- la pedogenesi è un atto riproduttivo che coinvolge una femmina che non raggiunge lo stadio di maturità sessuale, fatta eccezione per le gonadi;
- la neotenia è un atto riproduttivo che coinvolge una femmina che raggiunge la maturità sessuale, ossia diventa adulta, ma mantiene in misura più o meno marcata, caratteri somatici propri degli stadi giovanili.